# Wappen der Stadt Feldkirch

Das Wappen der Stadt Feldkirch

Das Wappen der Stadt Feldkirch geht auf das mittelalterliche Geschlecht der Montforter zurück, die die Grafen von Feldkirch stellten.

## Geschichte
Das Wappen steht seit dem Mittelalter in Gebrauch. Es wurde durch die Montforter Grafen verliehen, die Feldkirch lange Zeit regierten, eine rege Bautätigkeit entfalteten, die die Stadt heute noch prägt, und unter denen das Stadtrecht verliehen wurde. Es ist in mittlerweile stilisierter Form bis heute in Gebrauch.

## Beschreibung

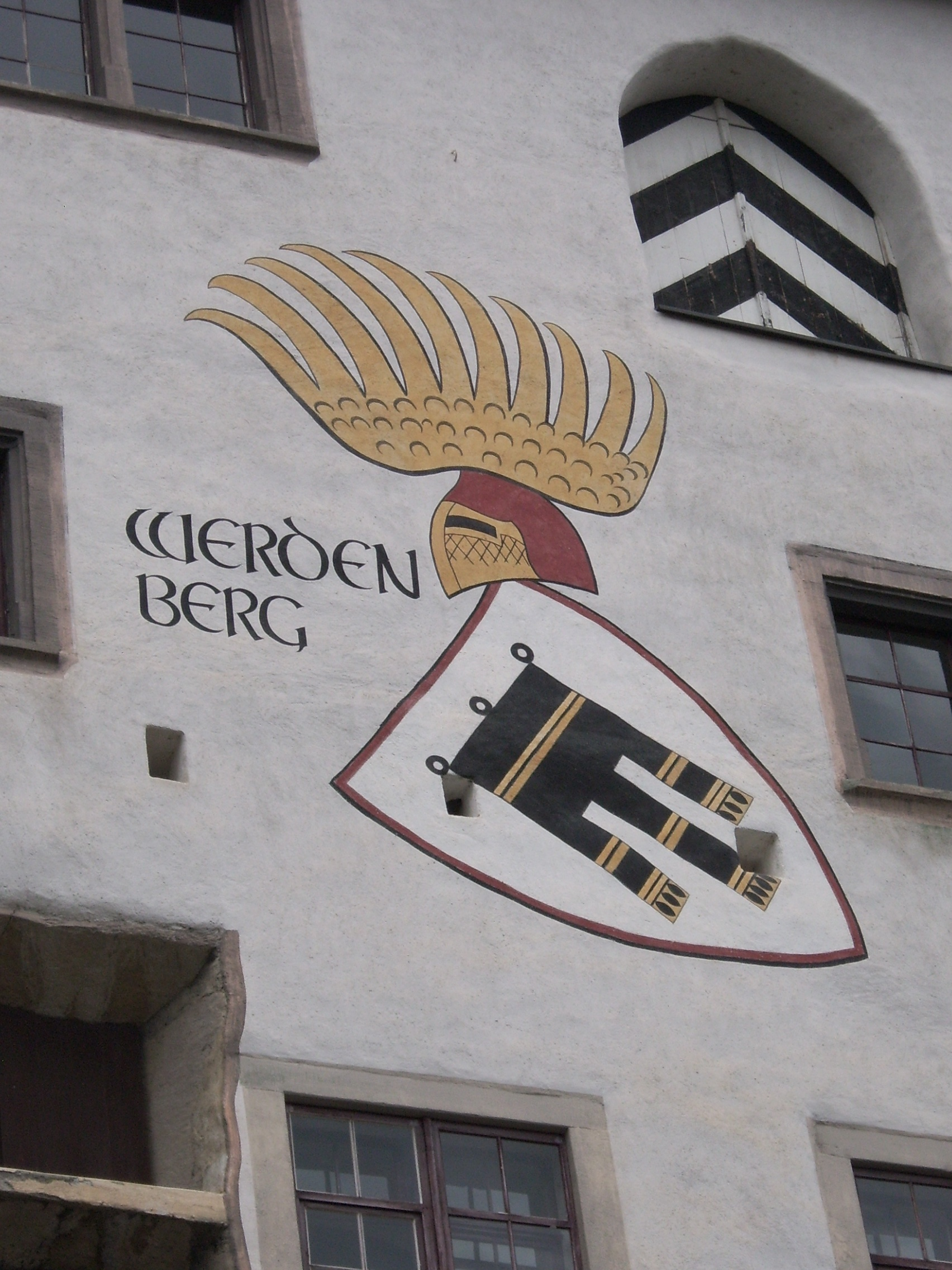
Auch Montforter Seitenlinien, wie jene von Werdenberg, verwendeten schwarze Kirchenfahnen

Das Feldkircher Wappen zeigt eine Kirchenfahne in schwarz auf silbernem Schild. Die Kirchenfahne hat drei gleich breite befranste Lätze, von denen der mittlere länger ist, und ist mit drei schwarzen Ringen bestückt. Sie wird von dünnen, parallel verlaufenden, waagrechten, silbernen Balken durchzogen, im oberen Teil von zwei, in den Lätzen von drei, wobei sie im mittleren Latz im Vergleich zu den beiden anderen nach unten verschoben sind. Bis auf die Farbgestaltung und die Tatsache, dass das Feldkircher Wappen häufiger mit spitz zulaufendem Schild gezeigt wird, ist es identisch mit dem Wappen des Landes Vorarlberg. Es entspricht dem Wappen der Montforter zu Friedenszeiten.

## Verwendung des Wappens

### Siegel
Das Wappen wird im Siegel durch die Behörden und Ämter der Stadt Feldkirch, in erster Linie vom Stadtrat, der Stadtvertretung und dem Bürgermeister verwendet. Es weist die Umschrift „Stadt Feldkirch“ auf. Das Siegel wird durch den Bürgermeister aufbewahrt.

### Flagge
Verwendung findet es auch häufig in der Flagge der Stadt. Entsprechend der Verwendungspraxis auf Landes- und Bundesebene könnte diese auch als Dienstflagge der Stadt bezeichnet werden. Sie wird zum Beispiel auf der Schattenburg gehisst. Es existieren auch Versionen ohne Wappen, dadurch besteht aber Verwechslungsgefahr mit anderen Stadtflaggen wie zum Beispiel der von Bregenz. Die Flagge hat das Format 2:3 und besteht aus zwei waagrechten Balken von dem der obere schwarz und der untere weiß ist.